# Nitobe Memorial Garden

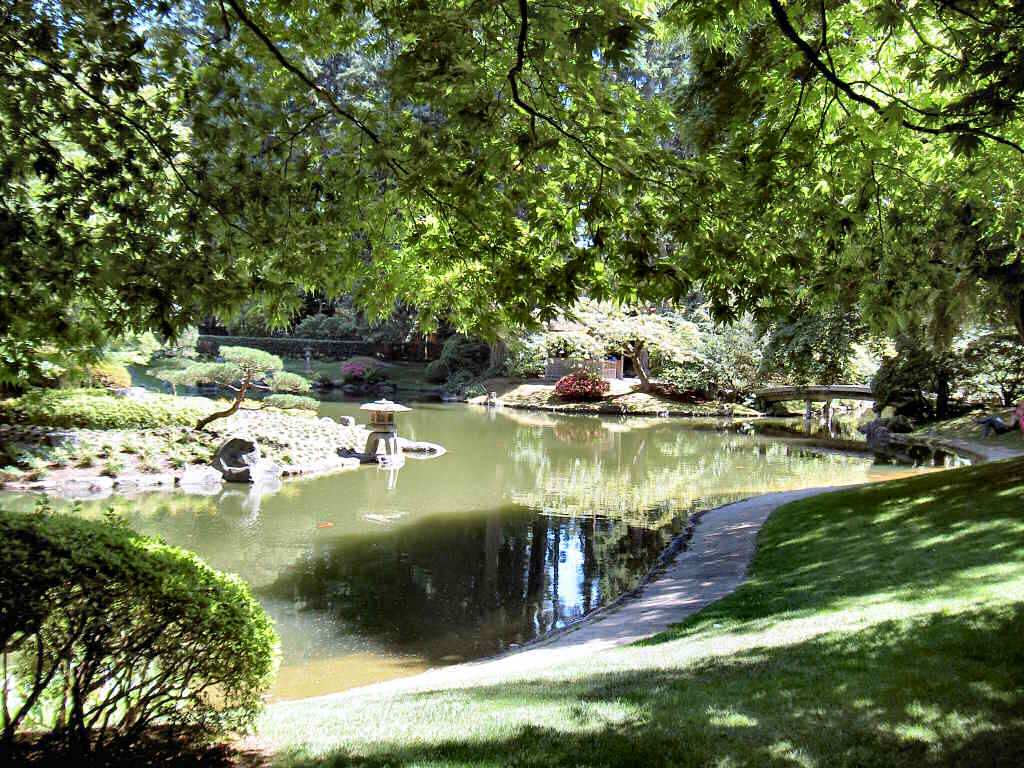
Nitobe Memorial Garden durante o mês de julho

O Nitobe Memorial Garden é um jardim japponês tradicional de um hectare localizado na University of British Columbia, fora dos limites da cidade de Vancouver, Canadá. É parte do UBC Botanical Garden and Centre for Plant Research.

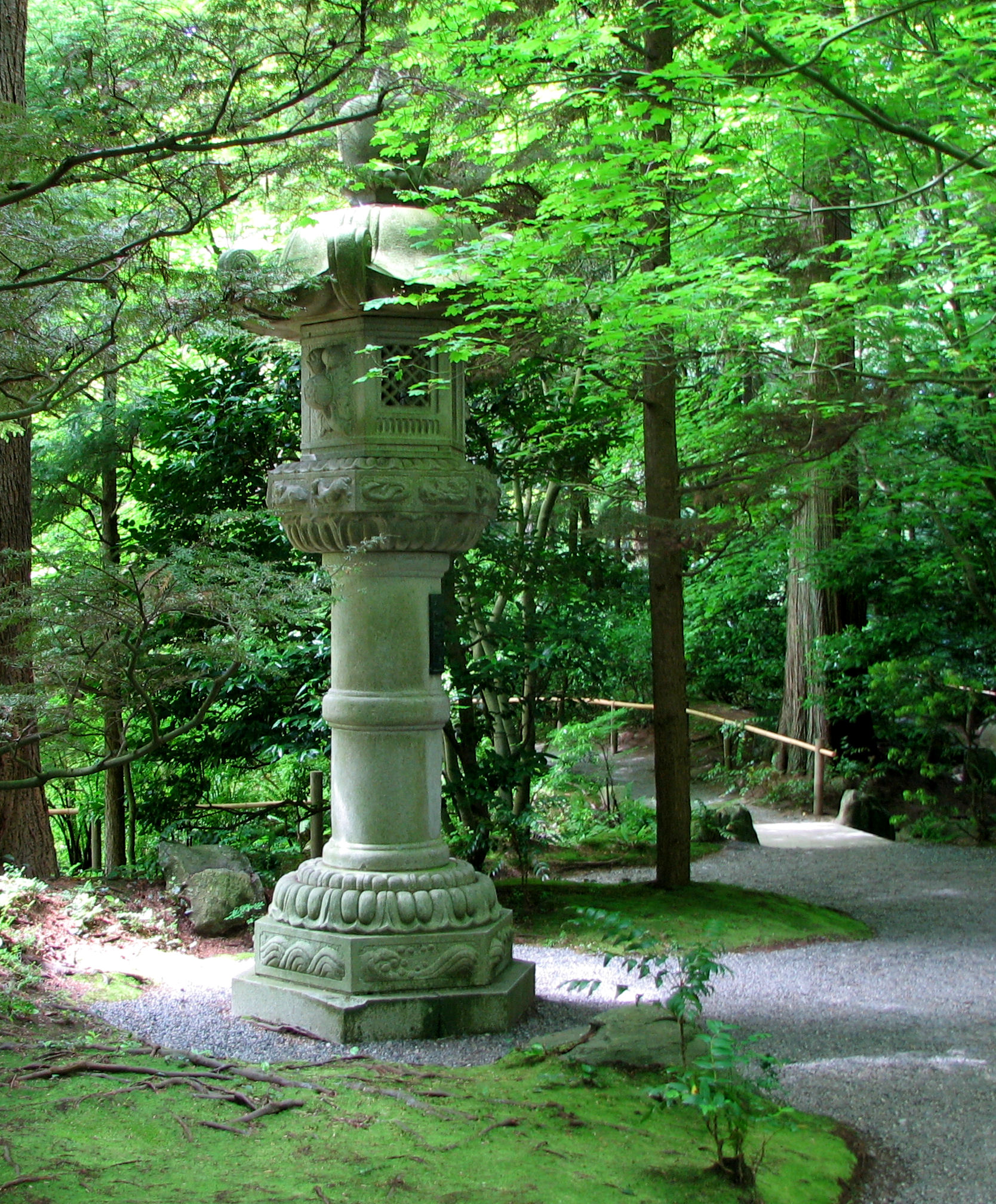
Memorial

É um dos jardins japoneses mais autênticos na América , ele homenageia o autor, educador, diplomata e político Nitobe Inazō (1862–1933), que morreu na British Columbia.